# Coelosphaera phlyctenodes
Coelosphaera phlyctenodes är en svampdjursart som först beskrevs av Carter 1876.  Coelosphaera phlyctenodes ingår i släktet Coelosphaera och familjen Coelosphaeridae.
Artens utbredningsområde är Portugal. Inga underarter finns listade i Catalogue of Life.